# Sylvilagus transitionalis
Sylvilagus transitionalis — вид ссавців родини зайцеві (Leporidae) ряду зайцеподібні (Leporiformes).

## Поширення
Вид фрагментарно поширений на північному сході США. Sylvilagus transitionalis зустрічається у прибережних південно-східних районах штату Мен, на півдні Нью-Гемпшира, у південно-східній частині Нью-Йорка, західному і частково східному Коннектикуті (на схід від річки Коннектикут), на заході Массачусетса та у Род-Айленді. Невеликі популяції існували у південній частині канадської провінції Квебек та американському штаті Вермонт. Обидві популяції вимерли у 1980-х роках.